# Duy Sơn
Duy Sơn is een xã in het district Duy Xuyên, een van de districten in de Vietnamese provincie Quảng Nam.
In Duy Sơn ligt de Spoorlijn Hanoi - Ho Chi Minhstad. Aan deze spoorlijn heeft Duy Sơn een spoorwegstation, het enige staation in Duy Xuyên, het station Trà Kiệu.
Duy Sơn heeft ruim 11.000 inwoners op een oppervlakte van 72,51 km².